# Белорусско-парагвайские отношения
Белорусско-парагвайские отношения — двусторонние дипломатические отношения между Белоруссией и Парагваем. В 2021 году двусторонний товарооборот между Белоруссией и Парагваем составил 0,1 млн долларов. В 2021 году экспорт Белоруссии в Парагвай составил 0,1 млн долларов. 

## Экономические отношения
В 2011 году двусторонний товарооборот между Белоруссией и Парагваем составил 0,2 млн долларов. В 2011 году экспорт Парагвая в Белоруссию составил 0,2 млн долларов. В 2021 году двусторонний товарооборот между Белоруссией и Парагваем составил 0,1 млн долларов. В 2021 году экспорт Белоруссии в Парагвай составил 0,1 млн долларов.

## Послы Белоруссии в Парагвае
- Андрей Андреев (по состоянию на июль 2025 года по совместительству с должностью посла Белоруссии в Бразилии)[2].

## Послы Парагвая в Белоруссии
- Марсиал Бобадилья Гильен (по состоянию на 2011 год)[3].